# Rue Martel
La rue Martel est une voie du 10e arrondissement de Paris, en France.

## Situation et accès
La rue Martel est une voie publique située dans le 10e arrondissement de Paris. Elle débute au 14, rue des Petites-Écuries et se termine au 15, rue de Paradis.

## Origine du nom
Cette rue porte le nom de Michel Martel (1719-1785), écuyer, avocat au Parlement de Paris, notaire honoraire, conseiller du Roi, quartinier et qui fut échevin de la ville de Paris de 1764 à 1766.

## Historique
Cette rue ouverte par lettres patentes du 6 septembre 1777, en vertu de la déclaration d'extension des limites de la Ville donnée sous l'échevinage de Michel Martel :
« Louis, par la grâce de Dieu, roi de France et de Navarre, à nos amés et féaux Conseillers, les gens tenant notre cour de Parlement, à Paris, présidents, trésoriers de France, généraux de nos finances et grands voyers en la généralité de Paris, et à tous autres officiers et justiciers qu'il appartiendra, salut.
Par arrêt de ce jour d'huy rendu en Conseil d’État, sur la requête de nos amés les sieurs Le Febvre, Louis et Gaudelet, propriétaires de terreins faubourg Saint-Denis, nous aurions, pour les causes y contenues, ordonné qu'il seroit ouvert à leurs frais et sur le terrein à eus appartenant, une rue de 30 pieds (9,75 mètres) de largeur, qui sera nommée rue Martel, aboutira d'un bout dans la rue des Petites-Écuries-du-Roy, et de l'autre, dans la rue de Paradis, laquelle seroit aussi pavée à leurs frais dans toute son étendue, et ensuite mise à notre entretien ; comme aussi que l’alignement de la dite rue seroit donné par le maître général des bâtiments de la ville de Paris, en présence des sieurs Prévôt des marchands et Échevins de la dite ville et du sieur Mignot de Montigny, trésorier de France, que nous aurions commis à cet effet ; et que les pentes du pavé seraient réglées en présence des dits sieurs commissaires, par le dit maître général des bâtiments et par l'inspecteur général du pavé de la dite Ville, ainsi que le tout est plus au long porté au dit arrêt sur lequel nous avons en outre ordonné que toutes lettres patentes seroient expédiées. À ces causes, de l'avis de notre Conseil qui a vu le dit arrêt de ce jour d'huy et le plan y joint, le tout ci-attaché sous le contre scel de notre Chancellerie, nous avons, conformément à icelui, ordonné, et par ces présentes signées de notre main, ordonnons qu'il sera ouvert aux frais des sieurs Le Febvre, Louis et Gaudelet, et sur le terrein à eux appartenant, une rue de 30 pieds de largeur (9,75 mètres), conformément à la déclaration du 16 mai 1765, qui sera nommée rue Martel, et aboutira d'un bout dans la rue des Petites-Écuries-du-Roy, et de l'autre dans la rue de Paradis, laquelle sera aussi pavée à leurs frais, dans toute son étendue, et ensuite entretenue à nos frais.
Ordonnons pareillement que l’alignement de la rue sera donné conformément au dit plan, par le Maître général des bâtiments de la ville de Paris, en présence des sieurs Prévôt des marchands et Échevins de la dite Ville, et du sieur Mignot de Montigny, trésorier de France, que nous avons commis à cet effet ; et que les pentes du pavé seront réglées en présence des dits sieurs commissaires, par le dit Maître général des bâtiments et par l'inspecteur général du pavé de ladite Ville.
Et vous mandons que ces présentes vous ayez à faire registrer, même en temps de vacation, el le contenu en icelles exécuter selon leur forme et teneur. Car tel est notre plaisir.
Donné à Versailles le 6 septembre de l'an de grâce 1777, et de notre règne le quatrième.
Signé : Louis. »

## Bâtiments remarquables et lieux de mémoire

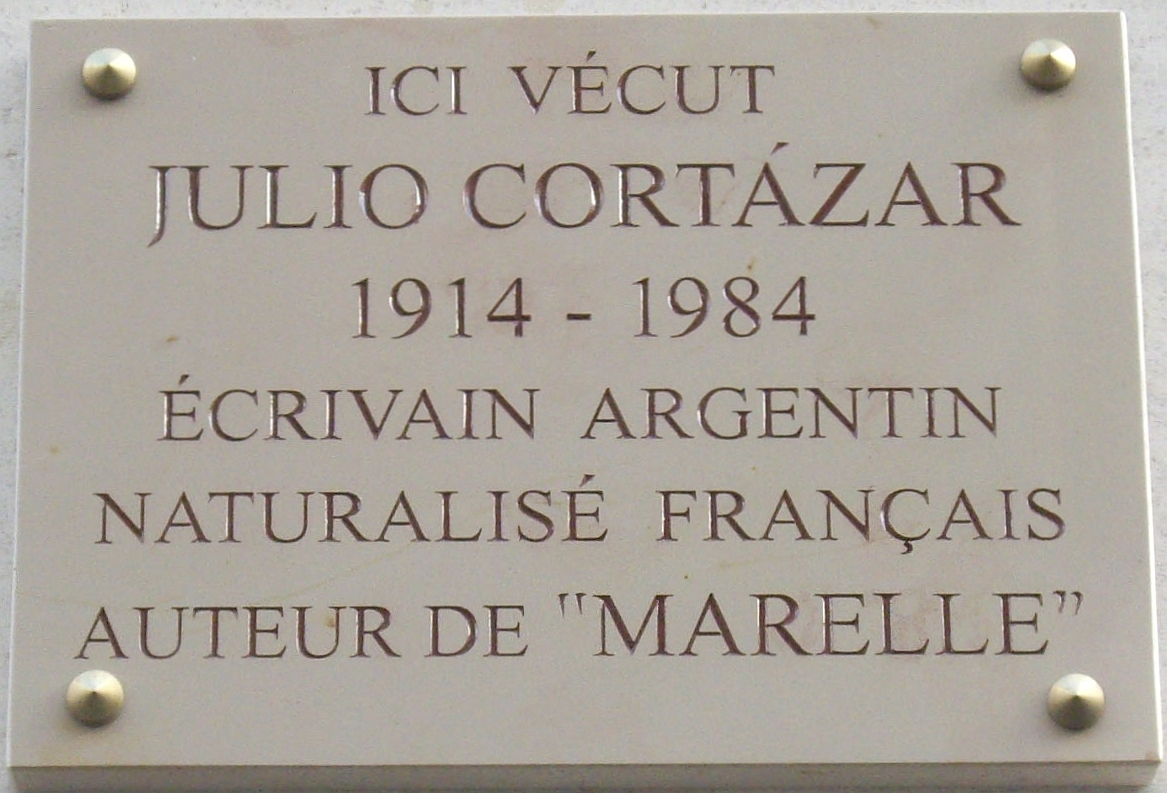
Plaque.

L'écrivain argentin Julio Cortázar (1914-1984) vécut au no 4 ; une plaque commémorative lui rend hommage.
Le 2 et le 4 rue Martel ont aussi été le siège du journal Les Échos. On voit encore en 2021 au sol du magasin qui fait l'angle avec la rue des Petites-Écuries une mosaïque avec l'inscription « Les Échos », les imprimeries du journal étaient à cette époque au 4.
Les immeubles de la rue Martel ont longtemps servi de stockage aux magasins de cristallerie et de faïence de la rue de Paradis. On voit encore dans les cours pavées de certains immeubles (12 et 14) des rails qui permettaient de pousser des wagonnets chargés depuis les entrepôts jusqu'à la rue. Au 12, ancien siège en 1863 de la société des porcelaines Bing & Renner reprise par Siegfried Bing. Au 14, ancien siège des établissements fondés par Henri-Othon Kratz, fabricants de jouets et de pièces mécaniques, entre les années 1890 et 1940.